# Maria Weber (Sozialarbeiterin)
Maria Weber (* 3. Mai 1919 in Deutschkreutz; † 30. November 2011) war die erste SOS-Kinderdorf-Mutter im weltweit ersten SOS-Kinderdorf in Imst in Tirol.

## Leben
Weber, aus einer burgenländischen Bauernfamilie stammend, übersiedelte nach der Schule nach Wien und arbeitete während des Zweiten Weltkrieges als Postbedienstete. Sie besuchte das neu gegründete dreijährige Seminar für kirchliche Frauenberufe in Wien. Wegen eines körperlichen Leidens empfahl ihr ein Arzt an einem Ort über 1000 Meter zu leben und sie wurde daher Pfarrschwester in Pfunds.
1951 wurde sie Kinderdorfmutter im ersten SOS-Kinderdorf, welches in Imst errichtet wurde. 1957 zog sie in das neu gegründete Kinderdorf Hinterbrühl. Weber ging 1977 in Pension und hatte 20 Kinder groß gezogen. Ihren Lebensabend verbrachte sie im sogenannten Mütterhaus für pensionierte SOS-Kinderdorf-Mütter in Hinterbrühl.